# رولف هوخهوت
رولف هوخهوت (آلمانی: Rolf Hochhuth; آلمانی: [ʁɔlf ˈho:xˌhu:t] ()؛ زادهٔ ۱ آوریل ۱۹۳۱ – درگذشتهٔ ۱۳ مه ۲۰۲۰) نمایش‌نامه‌نویس، نویسنده و فیلم‌نامه‌نویس اهل آلمان بود.
از فیلم‌ها یا مجموعه‌های تلویزیونی که وی در آن‌ها نقش داشته‌است می‌توان به عشقی در آلمان اشاره نمود.